# Alexandre Boucaut
Alexandre Boucaut (10 oktober 1980) is een voormalig Belgische voetbalscheidsrechter. Hij debuteerde in januari 2009 in de eerste klasse.

## Carrière
Boucaut is afkomstig uit Waals-Brabant en is aangesloten bij de Henegouwse voetbalclub RFC Luingnois. Hij fluit al sinds 1996 wedstrijden. In januari 2009 maakte hij zijn debuut in de Belgische eerste klasse, hij leidde toen een wedstrijd tussen Westerlo en Lokeren. In dat duel liet hij Lukáš Zelenka drie keer een strafschop nemen. Zijn eerste topwedstrijd floot hij op 28 augustus 2011. Hij was toen scheidsrechter in de klassieker Club Brugge - Anderlecht. Hij floot twee penalty's in het voordeel van Anderlecht, maar paars-wit kon er geen enkele benutten. Club Brugge kreeg ook een strafschop en wist die wel te benutten. Doelman Colin Coosemans kreeg bovendien ook een rode kaart. De topper eindigde op 1-1, Boucaut werd achteraf geprezen om zijn goede wedstrijdleiding.
Op 6 mei 2012 leidde Boucaut opnieuw de topper Anderlecht - Club Brugge. Paars-wit had genoeg aan een gelijkspel om de titel te pakken, maar kwam 0-1 achter. In de laatste minuut van de extra tijd kende Boucaut strafschop toe aan Anderlecht. Anderlecht trapte de penalty binnen en werd zo kampioen.
Boucaut floot ook al enkele wedstrijden in de Nederlandse Eredivisie. Zo leidde hij in februari 2012 een duel tussen Feyenoord en NEC.
In oktober 2012 was hij scheidsrechter tijdens de clash tussen Standard Luik en Anderlecht. De supporters van Standard schoten meermaals vuurpijlen op het veld, waardoor de wedstrijd tot twee keer moest worden stilgelegd. Boucaut liet de wedstrijd na de onderbrekingen telkens verdergaan. Achteraf kreeg hij de kritiek dat hij de wedstrijd volledig had moeten stilleggen. Boucaut zelf zei dat er geen reden was om te stoppen met voetballen.
Een maand later ging hij in Roemenië zwaar in de fout. Boucaut was scheidsrechter in de stadsderby tussen Steaua Boekarest en Dinamo Boekarest. Twee zuivere strafschopovertredingen van Steaua zag hij door de vingers, maar nadien legde hij de bal wel op de stip na een lichte fout van Dinamo. Steaua won het duel met 3-1. Adrian Porumboiu, eigenaar van FC Vaslui, noemde hem na afloop "de slechtste ref ooit in Roemenië".
Naast het voetbal heeft Boucaut een baan als bankier. Hij studeerde marketing en managementbeheer en is het hoofd van een bankkantoor in het Henegouwse stadje Ath.
Vanaf juni 2017 kreeg Boucaut een semi-profcontract bij de KBVB
Op 10 maart 2018 leidde Boucaut de finale tussen Cercle Brugge en Beerschot Wilrijk voor promotie naar 1A.  De heenwedstrijd sloot Beerschot Wilrijk met een 1-0 score winnend af. In de terugwedstrijd stonden de Antwerpenaars op minuut 88 2-1 achter, maar hadden ze aan deze score genoeg om de titel te pakken. In de voorlaatste minuut van de wedstrijd floot Boucaut een strafschop in het voordeel van de groen-zwarte ploeg. Irvin Cardona trapte de penalty binnen en zo werd Cercle kampioen.
In Charleroi-Anderlecht op 6 april 2018 floot Boucaut in PO1 een controversiële strafschop in het voordeel van Anderlecht. Hierdoor kon Anderlecht de belangrijke wedstrijd met 1-2 winnen. Dankzij deze eindstand werd Anderlecht tweede in de stand. Charleroi trainer Mazzu reageerde woest in een interview achteraf: "Wat hier gebeurd is, is niet normaal. Charleroi zwijgt, zoals altijd. Wel, misschien moet ik ook eens beginnen wenen in de kranten zodat wij volgende week eens een beslissing in ons voordeel krijgen.”. Met zijn laatste zin verwees hij naar Anderlecht coach Hein Vanhaezebrouck.
Begin 2020 stond Anderlecht ver verwijderd van PO1 en moest het bijna al zijn wedstrijden winnen om er nog in te raken. Toen ze op 26 januari in Cercle Brugge-Anderlecht met 1-0 gingen rusten (met 11 doelpogingen tegen 0) leek PO1 onhaalbaar voor Anderlecht. Maar Boucaut gaf Cercle 2 maal geen strafschop na hands van Kompany en van Luckassen. Dankzij dat het 1-0 bleef kon Anderlecht op het einde nog 2 maal scoren en bleef het zicht houden op PO1 na een moeizame overwinning. 
Op 17 juli 2023 maakte de Koninklijke Belgische Voetbalbond bekend dat Boucaut per direct zijn actieve carrière als scheidsrechter heeft beëindigd.